# 賈斯蒂斯 (伊利諾伊州)
賈斯蒂斯（英語：Justice）是位於美國伊利諾伊州庫克縣的一個村落。

## 地理
賈斯蒂斯的座標為41°44′47″N 88°50′04″W / 41.74639°N 88.83444°W，而該地最高點為海拔高度188米（即617英尺）。

## 人口
根據2010年美國人口普查的數據，賈斯蒂斯的面積為7.47平方千米，當中陸地面積為7.35平方千米，而水域面積為0.12平方千米。當地共有人口12926人，而人口密度為每平方千米1,730人。